# دونا كينيدي
دونا كينيدي (بالإنجليزية: Donna Kennedy)‏ هي لاعبة اتحاد الرغبي بريطانية، ولدت في 16 فبراير 1972.